# Doutnavý výboj
Doutnavý výboj je samostatný elektrický výboj za sníženého tlaku (fyzikální jev). Často je využíván ve výbojkách a zářivkách. V trubici se po odčerpání vzduchu při poklesu tlaku plynu na hodnotu přibližně 10 kPa objeví úzký vlnící se světelný pruh, který při tlaku 100 Pa již vyplňuje celou trubici a lze pozorovat katodové doutnavé světlo (namodralá barva) a anodové světlo (růžová barva). Délka trubice může být libovolná. Závisí však na provozních parametrech (urychlovací napětí, tlak v trubici). Barva výboje nemusí být nutně namodralá či růžová. Záleží na druhu plynu, který trubici vyplňuje. Výboj nemusí hořet nutně v trubici (v té se používá např. pro reklamní účely).

## Využití

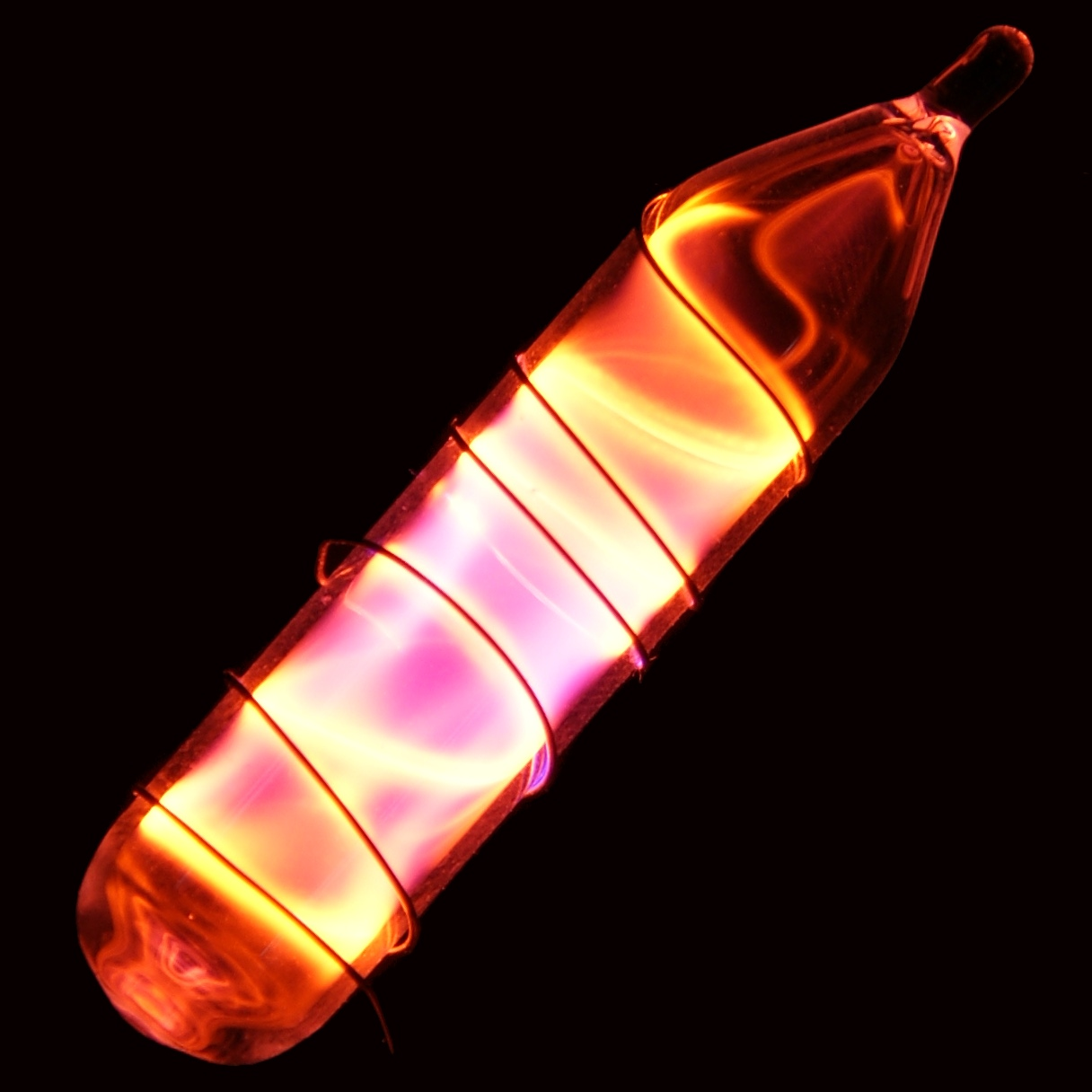
Neonová trubice

Doutnavý výboj má velké využití, jeho výhodou je, že se uskutečňuje při relativně malém proudu (cca 10 mA) a teplota výbojové trubice a elektrod není nijak vysoká, na rozdíl od obloukového výboje.
Často používané jsou tzv. doutnavky – krátké výbojky plněné neonem, v nichž nevzniká anodový sloupec, pouze katodové doutnavé světlo. Doutnavky slouží jako kontrolní světla s velmi nízkou spotřebou.
Další využití pak doutnavý výboj nalézá ve výbojkách a zářivkách (též tzv. neonové reklamní zářivky/trubice). Plynnou náplň těchto zařízení tvoří například, ale ne nutně argon a páry rtuti. Samostatný výboj vydává především UV záření, které způsobuje světélkování oxidů kovů na vnitřní stěně trubice, ovšem už ne v reklamních trubicích, ale v zářivkách.
Na doutnavém výboji jsou také založeny digitrony a dekatrony. V elektronkových zařízeních se používaly i velké doutnavky pro stabilizaci napětí.